# Ádil Šáh
Ádil Šáh, původním jménem Alí-Kulíchán (persky ادل شاه افشار‎ ; 1719 – 20. května 1749), byl perský šáh z dynastie Afšárovců panující v letech 1747–1748. Byl nejstarším synem vojevůdce Muhammada Ibráhíma Chána, který byl v letech 1736–1738 guvernérem Ázerbájdžánu, a synovcem Nádira Šáha, zakladatele afšárovské dynastie.
Na trůn se Alí-Kulíchán, působící v letech 1737–1747 jako guvernér Mašhadu, dostal po zavraždění svého strýce Nádira Šáha v červnu 1747 a zmatcích, jež tato událost vyvolala. Jeho prvním krokem bylo pobití synů svého předchůdce, možných konkurentů v boji o moc, a přijetí panovnického jména „Spravedlivý král“ – Ádil Šáh. Z Nádirových potomků unikl smrti pouze jeho vnuk Šáhruch, pozdější poslední afšárovský vladař.
Za Ádilovy vlády odpadl od říše Afghánistán, kde se prohlásil šáhem Ahmad Chán Abdálí, a v samotné Persii vzplanuly revolty řady kmenových předáků. Ádil se v této souvislosti pokusil zavraždit hlavu konkurenčního rodu Kádžárovců Muhammada Hasana Chána a jeho syna Águ Muhammada Chána nechal vykastrovat, nakonec ho však 23. září 1748 svrhl a oslepil vlastní bratr Ibráhím, který přijal titul šáha. Oslepený Ádil byl usmrcen následujícího roku, kdy moc v říši převzal Nádirův vnuk Šáhruch.